# Euphronia
Euphronia ist die einzige Pflanzengattung der Familie der Euphroniaceae innerhalb der Ordnung der Malpighienartigen (Malpighiales). 

## Verbreitung
Alle Euphronia-Arten sind Endemiten des Guayana-Schildes (Steyermark & Marcano-Berti 1999).

## Beschreibung
Die Euphronia-Arten sind immergrüne Bäume. Die wechselständig und spiralig angeordneten Laubblätter sind einfach mit behaarter Unterseite. Die Blattränder sind eingerollt. Die Unterseite der Nebenblätter ist filzig weiß.
Die Blüten stehen in endständigen rispigen Blütenständen zusammen. Die zwittrigen Blüten sind zygomorph mit doppelten Perianth. Es ist ein kurzer Blütenbecher (Hypanthium) vorhanden. Die fünf ungleichen Kelchblätter sind nur an ihrer Basis verwachsen. Die drei Kronblätter sind frei. Es sind zwei sich gegenüberstehende, ungleich lange Paare, fertiler Staubblätter vorhanden; außerdem gibt es noch ein langes Staminodium und ein bis fünf weitere kurze, zahnförmige Staminodien. Die Staubfäden sind zu einer kurzen Röhre und mit den Kronblättern verwachsen. Die drei Fruchtblätter sind zu einem synkarpen, oberständigen Fruchtknoten verwachsen. 
Die Kapselfrüchte enthalten geflügelte Samen.

## Systematik
Synonyme von Euphronia Mart. & Zucc. sind: Lightia R.H.Schomb. und Lightiodendron Rauschert. 
Die Gattung Euphronia wurde früher in die Familie der Vochysiaceae A.St.-Hil., die zur Ordnung der Myrtales gehört, eingegliedert. Die Familie der Euphroniaceae wurde erst 1989 von Luis Marcano-Berti veröffentlicht und durch molekulargenetische Untersuchungen von Litt & Chase 1999 bestätigt. Die Familie der Euphroniaceae steht den Familien der Trigoniaceae, Dichapetalaceae, Balanopaceae und besonders Chrysobalanaceae R.Br. nahe.
In der Gattung der Euphronia und damit in der Familie der Euphroniaceae sind nur drei Arten enthalten:
- Euphronia acuminatissima Steyerm.: Sie kommt vom östlichen Kolumbien bis Venezuela vor.[1]
- Euphronia guianensis (R.H.Schomb.) H.Hallier: Sie kommt vom südöstlichen Venezuela bis zum westlichen Guayana vor.[1]
- Euphronia hirtelloides Mart. (Syn.: Euphronia licanioides (Spruce ex Warm.) Hallier f., Lightia licanioides Spruce ex Warm.): Sie kommt vom südöstlichen Kolumbien bis ins nördliche Brasilien vor.[1]